# Темрезов Науруз Срапілович
Науруз Срапілович Темрезов (азерб. Novruz Temrezov, рос. Науруз Срапилевич Темрезов; нар. 6 січня 1981, Карачаєвськ, Карачаєво-Черкеська автономна область) — російський і азербайджанський борець вільного стилю, триразовий бронзовий призер чемпіонатів Європи, триразовий володар Кубків світу, учасник Олімпійських ігор. Заслужений майстер спорту.

## Біографія
Народився в місті Карачаєвську, Карачаєво-Черкесія. Після закінчення у 1998 році середньої школи Карачаєвська вступив на історичний факультет Карачаєво-Черкеського державного університету. У 2003 році закінчив його і вступив до аспірантури. Боротьбою займається з 1995 року. Перший тренер: Чотгаєв Алхаз Махмутович. Виступав за збірну Росії, у її складі став бронзовим призером чемпіонату Європи 2005 року. Перейшов до збірної Азербайджану, де не така сильна конкуренція, задля можливості виступу на Олімпіадах. Має двох братів — Курмана і Тохтара. Обидва теж займаються вільною боротьбою, обидва майстри спорту міжнародного класу. Батько займався національною боротьбою. Брав участь в естафеті олімпійського вогню перед зимовими Олімпійськими іграми 2014 року в Сочі.

## Спортивні результати на міжнародних змаганнях

### Виступи на Олімпіадах
| Змагання                    | Збірна      | Вагова категорія          | Місце |
| --------------------------- | ----------- | ------------------------- | ----- |
| Літні Олімпійські ігри 2008 | Азербайджан | вільна боротьба, до 84 кг | 7     |

### Виступи на Чемпіонатах світу
| Змагання                        | Збірна      | Вагова категорія          | Місце |
| ------------------------------- | ----------- | ------------------------- | ----- |
| Чемпіонат світу з боротьби 2007 | Азербайджан | вільна боротьба, до 84 кг | 17    |
| Чемпіонат світу з боротьби 2010 | Азербайджан | вільна боротьба, до 84 кг | 10    |

### Виступи на Чемпіонатах Європи
| Змагання                         | Збірна      | Вагова категорія          | Місце  |
| -------------------------------- | ----------- | ------------------------- | ------ |
| Чемпіонат Європи з боротьби 2005 | Росія       | вільна боротьба, до 84 кг | Бронза |
| Чемпіонат Європи з боротьби 2008 | Азербайджан | вільна боротьба, до 84 кг | Бронза |
| Чемпіонат Європи з боротьби 2009 | Азербайджан | вільна боротьба, до 84 кг | Бронза |
| Чемпіонат Європи з боротьби 2012 | Азербайджан | вільна боротьба, до 96 кг | 5      |

### Виступи на Кубках світу
| Змагання                    | Збірна      | Вагова категорія          | Місце  |
| --------------------------- | ----------- | ------------------------- | ------ |
| Кубок світу з боротьби 2009 | Азербайджан | вільна боротьба, до 84 кг | Золото |
| Кубок світу з боротьби 2010 | Азербайджан | вільна боротьба, до 84 кг | Золото |
| Кубок світу з боротьби 2011 | Азербайджан | вільна боротьба, до 84 кг | Золото |
| Кубок світу з боротьби 2012 | Азербайджан | вільна боротьба, до 96 кг | 10     |

### Виступи на інших змаганнях
| Змагання                                                      | Країна      | Вагова категорія          | Місце  |
| ------------------------------------------------------------- | ----------- | ------------------------- | ------ |
| Чемпіонат Росії з боротьби 2005                               | Росія       | вільна боротьба, до 84 кг | Бронза |
| Золотий Гран-прі з боротьби 2006                              | Росія       | вільна боротьба, до 84 кг | Бронза |
| Чемпіонат Європи з боротьби серед юніорів 2006                | Росія       | вільна боротьба, до 84 кг | Бронза |
| Гран-прі Німеччини з боротьби 2007                            | Азербайджан | вільна боротьба, до 84 кг | 8      |
| Олімпійський кваліфікаційний турнір з боротьби 2008 (Мартіні) | Азербайджан | вільна боротьба, до 84 кг | Золото |
| Золотий Гран-прі з боротьби 2009                              | Азербайджан | вільна боротьба, до 84 кг | 12     |
| Золотий Гран-прі з боротьби 2010 (Баку)                       | Азербайджан | вільна боротьба, до 84 кг | Золото |
| Турнір Яшара Догу 2011                                        | Азербайджан | вільна боротьба, до 84 кг | Бронза |
| Турнір Г. Картозія і В. Балавадзе 2011                        | Азербайджан | вільна боротьба, до 84 кг | 11     |
| Золотий Гран-прі з боротьби 2011 (Баку)                       | Азербайджан | вільна боротьба, до 84 кг | 8      |
| Вогні Москви 2011                                             | Азербайджан | вільна боротьба, до 84 кг | Срібло |
| Київський Міжнародний турнір з боротьби 2012                  | Азербайджан | вільна боротьба, до 96 кг | Бронза |